# 토고 축구 국가대표팀

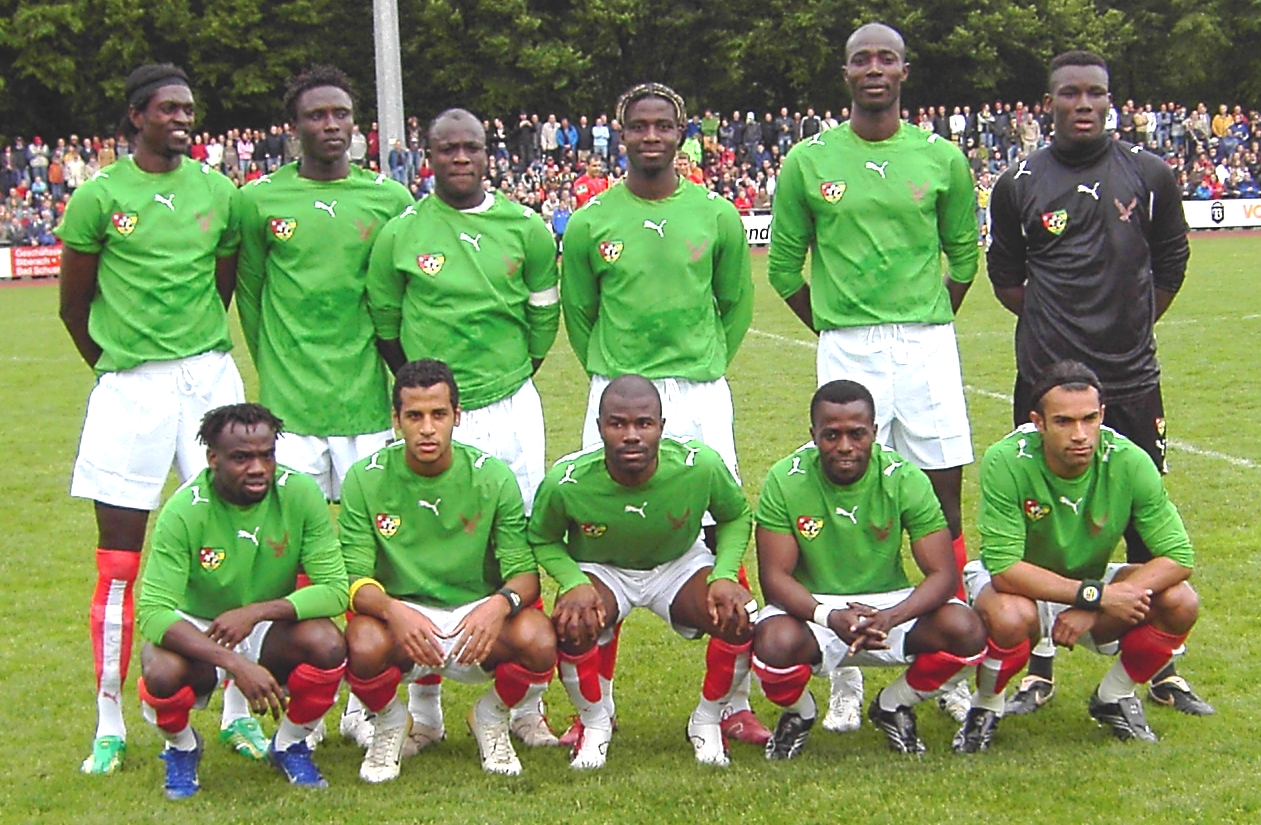

토고 축구 국가대표팀(프랑스어: Équipe du Togo de football)은 토고를 대표하는 축구 국가대표팀으로 토고 축구 연맹에서 관리한다. 1956년 10월 13일 가나와의 국제 A매치 첫 경기에서 1-1로 비겼으며 현재 스타드 드 케구에를 홈 구장으로 사용하고 있다.

## 국제 대회 경력

### FIFA 월드컵

#### 2006년 FIFA 월드컵
유일하게 출전한 이 대회 본선에서 조 추첨 결과 대한민국, 스위스, 프랑스와 함께 G조에 편성되었다. 이후 대한민국과의 첫 경기에서 전반 31분 모하메드 카데르가 선제골을 기록했지만 이것이 토고가 대회에서 기록한 유일한 득점이었다. 오히려 후반 9분 이천수(현 대한축구협회 사회공헌위원장)에게 프리킥 동점골, 후반 27분 안정환(현 MBC 축구 해설위원)에게 역전 결승골을 얻어맞고 1-2로 패하면서 대한민국의 월드컵 역사상 원정 첫 승의 희생양이 되었다. 이어 벌어진 스위스와의 2차전에서도 전반 16분 알렉산더 프라이, 후반 43분 트란퀼로 바르네타에게 릴레이골을 얻어맞고 0-2로 완패하며 조별리그 탈락이 확정됐다. 그리고 프랑스와의 최종전에서도 후반 10분 파트리크 비에이라, 후반 16분 티에리 앙리에게 연속골을 내주고 0-2로 패하면서 3전 전패·조 최하위에 머물렀고 최종 순위에서도 32팀 가운데 30위로 대회를 일찌감치 마감했으며 이후 현재까지 토고의 월드컵 본선 기록은 전무하다.

### 아프리카 네이션스컵
본선에는 8번 출전하여 2013년 대회에서 8강에 진출하면서 사상 첫 메이저 대회 본선 토너먼트 진출을 이뤄냈고 나머지 7번의 본선에서는 조별리그에서 탈락했다. 다만 이 가운데 1998년 대회와 2000년 대회에서 가나와 카메룬이라는 강호를 상대로 각각 2-1, 1-0으로 승리를 거두었다. 그리고 2010년 대회에서도 본선 진출을 이뤄낸 적이 있지만 결전지인 앙골라의 수도 루안다로 이동하던 중 무장괴한의 총격 피습으로 3명이 사망하면서 결국 대회 참가를 포기했다.

### 아프리카 네이션스 챔피언십
2020년 아프리카 네이션스 챔피언십 예선 서부 B 1라운드에서 베냉을 상대로 1·2차전 합계 1-0으로 승리하며 예선 2라운드에 올랐고 2라운드에서도 전 대회 준우승국인 나이지리아를 1·2차전 합계 4-3으로 물리치는 이변을 일으키며 사상 첫 아프리카 네이션스 챔피언십 본선에 올랐다.

## FIFA 월드컵(본선)
| FIFA 월드컵 본선 기록 | FIFA 월드컵 본선 기록        | FIFA 월드컵 본선 기록        | FIFA 월드컵 본선 기록        | FIFA 월드컵 본선 기록        | FIFA 월드컵 본선 기록        | FIFA 월드컵 본선 기록        | FIFA 월드컵 본선 기록        | FIFA 월드컵 본선 기록        | FIFA 월드컵 본선 기록        |
| 년도                  | 결과                         | 순위                         | 경기                         | 승                           | 무*                          | 패                           | 득점                         | 실점                         | 승점                         |
| --------------------- | ---------------------------- | ---------------------------- | ---------------------------- | ---------------------------- | ---------------------------- | ---------------------------- | ---------------------------- | ---------------------------- | ---------------------------- |
| 1930년                | 불참                         | 불참                         | 불참                         | 불참                         | 불참                         | 불참                         | 불참                         | 불참                         | 불참                         |
| 1934년                | 불참                         | 불참                         | 불참                         | 불참                         | 불참                         | 불참                         | 불참                         | 불참                         | 불참                         |
| 1938년                | 불참                         | 불참                         | 불참                         | 불참                         | 불참                         | 불참                         | 불참                         | 불참                         | 불참                         |
| 1950년                | 불참                         | 불참                         | 불참                         | 불참                         | 불참                         | 불참                         | 불참                         | 불참                         | 불참                         |
| 1954년                | 불참                         | 불참                         | 불참                         | 불참                         | 불참                         | 불참                         | 불참                         | 불참                         | 불참                         |
| 1958년                | 불참                         | 불참                         | 불참                         | 불참                         | 불참                         | 불참                         | 불참                         | 불참                         | 불참                         |
| 1962년                | 없음                         | 없음                         | 없음                         | 없음                         | 없음                         | 없음                         | 없음                         | 없음                         | 없음                         |
| 1966년                | 불참                         | 불참                         | 불참                         | 불참                         | 불참                         | 불참                         | 불참                         | 불참                         | 불참                         |
| 1970년                | 불참                         | 불참                         | 불참                         | 불참                         | 불참                         | 불참                         | 불참                         | 불참                         | 불참                         |
| 1974년                | 예선 탈락                    | 예선 탈락                    | 예선 탈락                    | 예선 탈락                    | 예선 탈락                    | 예선 탈락                    | 예선 탈락                    | 예선 탈락                    | 예선 탈락                    |
| 1978년                | 예선 탈락                    | 예선 탈락                    | 예선 탈락                    | 예선 탈락                    | 예선 탈락                    | 예선 탈락                    | 예선 탈락                    | 예선 탈락                    | 예선 탈락                    |
| 1982년                | 예선 탈락                    | 예선 탈락                    | 예선 탈락                    | 예선 탈락                    | 예선 탈락                    | 예선 탈락                    | 예선 탈락                    | 예선 탈락                    | 예선 탈락                    |
| 1986년                | 기권                         | 기권                         | 기권                         | 기권                         | 기권                         | 기권                         | 기권                         | 기권                         | 기권                         |
| 1990년                | 기권                         | 기권                         | 기권                         | 기권                         | 기권                         | 기권                         | 기권                         | 기권                         | 기권                         |
| 1994년                | 예선 탈락                    | 예선 탈락                    | 예선 탈락                    | 예선 탈락                    | 예선 탈락                    | 예선 탈락                    | 예선 탈락                    | 예선 탈락                    | 예선 탈락                    |
| 1998년                | 예선 탈락                    | 예선 탈락                    | 예선 탈락                    | 예선 탈락                    | 예선 탈락                    | 예선 탈락                    | 예선 탈락                    | 예선 탈락                    | 예선 탈락                    |
| 2002년                | 예선 탈락                    | 예선 탈락                    | 예선 탈락                    | 예선 탈락                    | 예선 탈락                    | 예선 탈락                    | 예선 탈락                    | 예선 탈락                    | 예선 탈락                    |
| 2006년                | 조별리그                     | 30위                         | 3                            | 0                            | 0                            | 3                            | 1                            | 6                            | 0                            |
| 2010년                | 예선 탈락                    | 예선 탈락                    | 예선 탈락                    | 예선 탈락                    | 예선 탈락                    | 예선 탈락                    | 예선 탈락                    | 예선 탈락                    | 예선 탈락                    |
| 2014년                | 예선 탈락                    | 예선 탈락                    | 예선 탈락                    | 예선 탈락                    | 예선 탈락                    | 예선 탈락                    | 예선 탈락                    | 예선 탈락                    | 예선 탈락                    |
| 2018년                | 예선 탈락                    | 예선 탈락                    | 예선 탈락                    | 예선 탈락                    | 예선 탈락                    | 예선 탈락                    | 예선 탈락                    | 예선 탈락                    | 예선 탈락                    |
| 합계                  | 1회 진출(1/14)               | 조별리그(1회)                | 3                            | 0                            | 0                            | 3                            | 1                            | 6                            | 0                            |
| 순위                  | FIFA 월드컵 역대 순위 : 71위 | FIFA 월드컵 역대 순위 : 71위 | FIFA 월드컵 역대 순위 : 71위 | FIFA 월드컵 역대 순위 : 71위 | FIFA 월드컵 역대 순위 : 71위 | FIFA 월드컵 역대 순위 : 71위 | FIFA 월드컵 역대 순위 : 71위 | FIFA 월드컵 역대 순위 : 71위 | FIFA 월드컵 역대 순위 : 71위 |

### FIFA 월드컵(예선)
| FIFA 월드컵 예선 기록 | FIFA 월드컵 예선 기록                        | FIFA 월드컵 예선 기록                        | FIFA 월드컵 예선 기록                        | FIFA 월드컵 예선 기록                        | FIFA 월드컵 예선 기록                        | FIFA 월드컵 예선 기록                        | FIFA 월드컵 예선 기록                        | FIFA 월드컵 예선 기록                        | FIFA 월드컵 예선 기록                        |
| 년도                  | 경기                                         | 승                                           | 무*                                          | 패                                           | 득점                                         | 실점                                         | 승점                                         |                                              |                                              |
| --------------------- | -------------------------------------------- | -------------------------------------------- | -------------------------------------------- | -------------------------------------------- | -------------------------------------------- | -------------------------------------------- | -------------------------------------------- | -------------------------------------------- | -------------------------------------------- |
| 1930년                | 불참                                         | 불참                                         | 불참                                         | 불참                                         | 불참                                         | 불참                                         | 불참                                         |                                              |                                              |
| 1934년                | 불참                                         | 불참                                         | 불참                                         | 불참                                         | 불참                                         | 불참                                         | 불참                                         |                                              |                                              |
| 1938년                | 불참                                         | 불참                                         | 불참                                         | 불참                                         | 불참                                         | 불참                                         | 불참                                         |                                              |                                              |
| 1950년                | 불참                                         | 불참                                         | 불참                                         | 불참                                         | 불참                                         | 불참                                         | 불참                                         |                                              |                                              |
| 1954년                | 불참                                         | 불참                                         | 불참                                         | 불참                                         | 불참                                         | 불참                                         | 불참                                         |                                              |                                              |
| 1958년                | 불참                                         | 불참                                         | 불참                                         | 불참                                         | 불참                                         | 불참                                         | 불참                                         |                                              |                                              |
| 1962년                | 없음                                         | 없음                                         | 없음                                         | 없음                                         | 없음                                         | 없음                                         | 없음                                         |                                              |                                              |
| 1966년                | 불참                                         | 불참                                         | 불참                                         | 불참                                         | 불참                                         | 불참                                         | 불참                                         |                                              |                                              |
| 1970년                | 불참                                         | 불참                                         | 불참                                         | 불참                                         | 불참                                         | 불참                                         | 불참                                         |                                              |                                              |
| 1974년                | 2                                            | 0                                            | 1                                            | 1                                            | 0                                            | 4                                            | 1                                            |                                              |                                              |
| 1978년                | 4                                            | 1                                            | 1                                            | 2                                            | 3                                            | 5                                            | 4                                            |                                              |                                              |
| 1982년                | 2                                            | 1                                            | 0                                            | 1                                            | 2                                            | 2                                            | 3                                            |                                              |                                              |
| 1986년                | 기권                                         | 기권                                         | 기권                                         | 기권                                         | 기권                                         | 기권                                         | 기권                                         |                                              |                                              |
| 1990년                | 기권                                         | 기권                                         | 기권                                         | 기권                                         | 기권                                         | 기권                                         | 기권                                         |                                              |                                              |
| 1994년                | 5                                            | 0                                            | 0                                            | 5                                            | 2                                            | 11                                           | 0                                            |                                              |                                              |
| 1998년                | 8                                            | 2                                            | 2                                            | 4                                            | 9                                            | 16                                           | 8                                            |                                              |                                              |
| 2002년                | 10                                           | 3                                            | 4                                            | 3                                            | 13                                           | 13                                           | 13                                           |                                              |                                              |
| 2006년                | 12                                           | 8                                            | 2                                            | 2                                            | 22                                           | 9                                            | 26                                           |                                              |                                              |
| 2010년                | 10                                           | 4                                            | 2                                            | 4                                            | 11                                           | 10                                           | 14                                           |                                              |                                              |
| 2014년                | 8                                            | 2                                            | 2                                            | 4                                            | 6                                            | 12                                           | 8                                            |                                              |                                              |
| 2018년                | 2                                            | 0                                            | 0                                            | 2                                            | 0                                            | 4                                            | 0                                            |                                              |                                              |
| 합계                  | 63                                           | 21                                           | 14                                           | 28                                           | 68                                           | 86                                           | 77                                           |                                              |                                              |
| 순위                  | 월드컵 예선 승점 순위 : 93위 (아프리카 18위) | 월드컵 예선 승점 순위 : 93위 (아프리카 18위) | 월드컵 예선 승점 순위 : 93위 (아프리카 18위) | 월드컵 예선 승점 순위 : 93위 (아프리카 18위) | 월드컵 예선 승점 순위 : 93위 (아프리카 18위) | 월드컵 예선 승점 순위 : 93위 (아프리카 18위) | 월드컵 예선 승점 순위 : 93위 (아프리카 18위) | 월드컵 예선 승점 순위 : 93위 (아프리카 18위) | 월드컵 예선 승점 순위 : 93위 (아프리카 18위) |

## 아프리카 네이션스컵(본선)
| 아프리카 네이션스컵 본선 기록 | 아프리카 네이션스컵 본선 기록        | 아프리카 네이션스컵 본선 기록        | 아프리카 네이션스컵 본선 기록        | 아프리카 네이션스컵 본선 기록        | 아프리카 네이션스컵 본선 기록        | 아프리카 네이션스컵 본선 기록        | 아프리카 네이션스컵 본선 기록        | 아프리카 네이션스컵 본선 기록        | 아프리카 네이션스컵 본선 기록        |
| 년도                          | 결과                                 | 순위                                 | 경기                                 | 승                                   | 무*                                  | 패                                   | 득점                                 | 실점                                 | 승점                                 |
| ----------------------------- | ------------------------------------ | ------------------------------------ | ------------------------------------ | ------------------------------------ | ------------------------------------ | ------------------------------------ | ------------------------------------ | ------------------------------------ | ------------------------------------ |
| 1957년                        | 독립 이전                            | 독립 이전                            | 독립 이전                            | 독립 이전                            | 독립 이전                            | 독립 이전                            | 독립 이전                            | 독립 이전                            | 독립 이전                            |
| 1959년                        | 독립 이전                            | 독립 이전                            | 독립 이전                            | 독립 이전                            | 독립 이전                            | 독립 이전                            | 독립 이전                            | 독립 이전                            | 독립 이전                            |
| 1962년                        | 불참                                 | 불참                                 | 불참                                 | 불참                                 | 불참                                 | 불참                                 | 불참                                 | 불참                                 | 불참                                 |
| 1963년                        | 불참                                 | 불참                                 | 불참                                 | 불참                                 | 불참                                 | 불참                                 | 불참                                 | 불참                                 | 불참                                 |
| 1965년                        | 불참                                 | 불참                                 | 불참                                 | 불참                                 | 불참                                 | 불참                                 | 불참                                 | 불참                                 | 불참                                 |
| 1968년                        | 예선 탈락                            | 예선 탈락                            | 예선 탈락                            | 예선 탈락                            | 예선 탈락                            | 예선 탈락                            | 예선 탈락                            | 예선 탈락                            | 예선 탈락                            |
| 1970년                        | 예선 탈락                            | 예선 탈락                            | 예선 탈락                            | 예선 탈락                            | 예선 탈락                            | 예선 탈락                            | 예선 탈락                            | 예선 탈락                            | 예선 탈락                            |
| 1972년                        | 조별리그                             | 7위                                  | 3                                    | 0                                    | 2                                    | 1                                    | 4                                    | 6                                    | 2                                    |
| 1974년                        | 기권                                 | 기권                                 | 기권                                 | 기권                                 | 기권                                 | 기권                                 | 기권                                 | 기권                                 | 기권                                 |
| 1976년                        | 예선 탈락                            | 예선 탈락                            | 예선 탈락                            | 예선 탈락                            | 예선 탈락                            | 예선 탈락                            | 예선 탈락                            | 예선 탈락                            | 예선 탈락                            |
| 1978년                        | 예선 탈락                            | 예선 탈락                            | 예선 탈락                            | 예선 탈락                            | 예선 탈락                            | 예선 탈락                            | 예선 탈락                            | 예선 탈락                            | 예선 탈락                            |
| 1980년                        | 예선 탈락                            | 예선 탈락                            | 예선 탈락                            | 예선 탈락                            | 예선 탈락                            | 예선 탈락                            | 예선 탈락                            | 예선 탈락                            | 예선 탈락                            |
| 1982년                        | 예선 탈락                            | 예선 탈락                            | 예선 탈락                            | 예선 탈락                            | 예선 탈락                            | 예선 탈락                            | 예선 탈락                            | 예선 탈락                            | 예선 탈락                            |
| 1984년                        | 조별리그                             | 8위                                  | 3                                    | 0                                    | 1                                    | 2                                    | 1                                    | 7                                    | 1                                    |
| 1986년                        | 예선 탈락                            | 예선 탈락                            | 예선 탈락                            | 예선 탈락                            | 예선 탈락                            | 예선 탈락                            | 예선 탈락                            | 예선 탈락                            | 예선 탈락                            |
| 1988년                        | 예선 탈락                            | 예선 탈락                            | 예선 탈락                            | 예선 탈락                            | 예선 탈락                            | 예선 탈락                            | 예선 탈락                            | 예선 탈락                            | 예선 탈락                            |
| 1990년                        | 기권                                 | 기권                                 | 기권                                 | 기권                                 | 기권                                 | 기권                                 | 기권                                 | 기권                                 | 기권                                 |
| 1992년                        | 예선 탈락                            | 예선 탈락                            | 예선 탈락                            | 예선 탈락                            | 예선 탈락                            | 예선 탈락                            | 예선 탈락                            | 예선 탈락                            | 예선 탈락                            |
| 1994년                        | 예선 도중 기권                       | 예선 도중 기권                       | 예선 도중 기권                       | 예선 도중 기권                       | 예선 도중 기권                       | 예선 도중 기권                       | 예선 도중 기권                       | 예선 도중 기권                       | 예선 도중 기권                       |
| 1996년                        | 예선 탈락                            | 예선 탈락                            | 예선 탈락                            | 예선 탈락                            | 예선 탈락                            | 예선 탈락                            | 예선 탈락                            | 예선 탈락                            | 예선 탈락                            |
| 1998년                        | 조별리그                             | 12위                                 | 3                                    | 1                                    | 0                                    | 2                                    | 4                                    | 6                                    | 3                                    |
| 2000년                        | 조별리그                             | 10위                                 | 3                                    | 1                                    | 1                                    | 1                                    | 2                                    | 3                                    | 4                                    |
| 2002년                        | 조별리그                             | 12위                                 | 3                                    | 0                                    | 2                                    | 1                                    | 0                                    | 3                                    | 2                                    |
| 2004년                        | 예선 탈락                            | 예선 탈락                            | 예선 탈락                            | 예선 탈락                            | 예선 탈락                            | 예선 탈락                            | 예선 탈락                            | 예선 탈락                            | 예선 탈락                            |
| 2006년                        | 조별리그                             | 15위                                 | 3                                    | 0                                    | 0                                    | 3                                    | 2                                    | 7                                    | 0                                    |
| 2008년                        | 예선 탈락                            | 예선 탈락                            | 예선 탈락                            | 예선 탈락                            | 예선 탈락                            | 예선 탈락                            | 예선 탈락                            | 예선 탈락                            | 예선 탈락                            |
| 2010년                        | 본선 진출 후 기권                    | 본선 진출 후 기권                    | 본선 진출 후 기권                    | 본선 진출 후 기권                    | 본선 진출 후 기권                    | 본선 진출 후 기권                    | 본선 진출 후 기권                    | 본선 진출 후 기권                    | 본선 진출 후 기권                    |
| 2012년                        | 예선 탈락                            | 예선 탈락                            | 예선 탈락                            | 예선 탈락                            | 예선 탈락                            | 예선 탈락                            | 예선 탈락                            | 예선 탈락                            | 예선 탈락                            |
| 2013년                        | 8강                                  | 8위                                  | 4                                    | 1                                    | 1                                    | 2                                    | 4                                    | 4                                    | 4                                    |
| 2015년                        | 예선 탈락                            | 예선 탈락                            | 예선 탈락                            | 예선 탈락                            | 예선 탈락                            | 예선 탈락                            | 예선 탈락                            | 예선 탈락                            | 예선 탈락                            |
| 2017년                        | 조별리그                             | 16위                                 | 3                                    | 0                                    | 1                                    | 2                                    | 2                                    | 6                                    | 1                                    |
| 2019년                        | 예선 탈락                            | 예선 탈락                            | 예선 탈락                            | 예선 탈락                            | 예선 탈락                            | 예선 탈락                            | 예선 탈락                            | 예선 탈락                            | 예선 탈락                            |
| 2021년                        | 예선 탈락                            | 예선 탈락                            | 예선 탈락                            | 예선 탈락                            | 예선 탈락                            | 예선 탈락                            | 예선 탈락                            | 예선 탈락                            | 예선 탈락                            |
| 합계                          | 8회 진출(8/31)                       | 8강(1회)                             | 25                                   | 3                                    | 8                                    | 14                                   | 19                                   | 42                                   | 17                                   |
| 순위                          | 아프리카 네이션스컵 역대 순위 : 21위 | 아프리카 네이션스컵 역대 순위 : 21위 | 아프리카 네이션스컵 역대 순위 : 21위 | 아프리카 네이션스컵 역대 순위 : 21위 | 아프리카 네이션스컵 역대 순위 : 21위 | 아프리카 네이션스컵 역대 순위 : 21위 | 아프리카 네이션스컵 역대 순위 : 21위 | 아프리카 네이션스컵 역대 순위 : 21위 | 아프리카 네이션스컵 역대 순위 : 21위 |

### 아프리카 네이션스컵(예선)
| 아프리카 네이션스컵 예선 기록 | 아프리카 네이션스컵 예선 기록 | 아프리카 네이션스컵 예선 기록 | 아프리카 네이션스컵 예선 기록 | 아프리카 네이션스컵 예선 기록 | 아프리카 네이션스컵 예선 기록 | 아프리카 네이션스컵 예선 기록 | 아프리카 네이션스컵 예선 기록 |
| 년도                          | 경기                          | 승                            | 무*                           | 패                            | 득점                          | 실점                          | 승점                          |
| ----------------------------- | ----------------------------- | ----------------------------- | ----------------------------- | ----------------------------- | ----------------------------- | ----------------------------- | ----------------------------- |
| 1957년                        | 독립 이전                     | 독립 이전                     | 독립 이전                     | 독립 이전                     | 독립 이전                     | 독립 이전                     | 독립 이전                     |
| 1959년                        | 독립 이전                     | 독립 이전                     | 독립 이전                     | 독립 이전                     | 독립 이전                     | 독립 이전                     | 독립 이전                     |
| 1962년                        | 불참                          | 불참                          | 불참                          | 불참                          | 불참                          | 불참                          | 불참                          |
| 1963년                        | 불참                          | 불참                          | 불참                          | 불참                          | 불참                          | 불참                          | 불참                          |
| 1965년                        | 불참                          | 불참                          | 불참                          | 불참                          | 불참                          | 불참                          | 불참                          |
| 1968년                        | 4                             | 1                             | 0                             | 3                             | 3                             | 9                             | 3                             |
| 1970년                        | 2                             | 0                             | 1                             | 1                             | 1                             | 5                             | 1                             |
| 1972년                        | 4                             | 2                             | 2                             | 0                             | 3                             | 1                             | 8                             |
| 1974년                        | 기권                          | 기권                          | 기권                          | 기권                          | 기권                          | 기권                          | 기권                          |
| 1976년                        | 6                             | 3                             | 1                             | 2                             | 9                             | 7                             | 10                            |
| 1978년                        | 2                             | 0                             | 0                             | 2                             | 1                             | 3                             | 0                             |
| 1980년                        | 4                             | 2                             | 0                             | 2                             | 4                             | 9                             | 6                             |
| 1982년                        | 2                             | 0                             | 1                             | 1                             | 2                             | 6                             | 1                             |
| 1984년                        | 6                             | 5                             | 0                             | 1                             | 11                            | 2                             | 15                            |
| 1986년                        | 2                             | 0                             | 1                             | 1                             | 1                             | 2                             | 1                             |
| 1988년                        | 2                             | 0                             | 1                             | 1                             | 1                             | 3                             | 1                             |
| 1990년                        | 기권                          | 기권                          | 기권                          | 기권                          | 기권                          | 기권                          | 기권                          |
| 1992년                        | 8                             | 2                             | 2                             | 4                             | 4                             | 9                             | 8                             |
| 1994년                        | 6                             | 0                             | 4                             | 2                             | 1                             | 7                             | 4                             |
| 1996년                        | 8                             | 1                             | 3                             | 4                             | 5                             | 10                            | 6                             |
| 1998년                        | 8                             | 4                             | 2                             | 2                             | 10                            | 5                             | 14                            |
| 2000년                        | 6                             | 3                             | 1                             | 2                             | 12                            | 6                             | 10                            |
| 2002년                        | 6                             | 4                             | 1                             | 1                             | 9                             | 2                             | 13                            |
| 2004년                        | 6                             | 3                             | 1                             | 2                             | 9                             | 7                             | 10                            |
| 2006년                        | 12                            | 8                             | 2                             | 2                             | 22                            | 9                             | 26                            |
| 2008년                        | 6                             | 3                             | 0                             | 3                             | 7                             | 9                             | 9                             |
| 2010년                        | 10                            | 4                             | 2                             | 4                             | 11                            | 10                            | 14                            |
| 2012년                        | 8                             | 1                             | 3                             | 4                             | 6                             | 10                            | 6                             |
| 2013년                        | 4                             | 2                             | 1                             | 1                             | 5                             | 4                             | 7                             |
| 2015년                        | 6                             | 2                             | 0                             | 4                             | 7                             | 12                            | 6                             |
| 2017년                        | 6                             | 3                             | 2                             | 1                             | 11                            | 4                             | 11                            |
| 2019년                        | 6                             | 1                             | 2                             | 3                             | 4                             | 8                             | 5                             |
| 2021년                        | 6                             | 0                             | 2                             | 4                             | 3                             | 8                             | 2                             |
| 합계                          | 146                           | 54                            | 35                            | 57                            | 162                           | 167                           | 197                           |

## 주요 선수
- 제네 다코낭
- 랄라웰레 아타코라
- 플로이드 아이테
- 마티외 도세비
- 코조 포 도 라바
- 알라익시 로마오
- 아데캄비 올루파데
- 에마뉘엘 아데바요르

## 역대 감독
| 감독        | 임기        |
| ----------- | ----------- |
| 스티븐 케시 | 2004 ~ 2006 |
| 스티븐 케시 | 2007 ~ 2008 |
| 스티븐 케시 | 2011        |
| 디디에 시스 | 2011 ~ 2014 |